# Fabienne Juhel
Pour les articles homonymes, voir Juhel.
Fabienne Juhel, née le 14 décembre 1965 à Saint-Brieuc, est une romancière française.

## Biographie

### Enfance et formation
Fabienne Juhel naît le 14 décembre 1965 à Saint-Brieuc.
Elle obtient un doctorat de Lettres en 1993, dont le sujet porte sur Tristan Corbière.

### Carrière
En 1995, elle est nommée commissaire d’exposition à Morlaix.
Elle écrit plusieurs articles qui seront publiés dans la revue Skol Vreizh.
Elle est professeure de lettres dans un lycée des Côtes-d'Armor et a été chargée de cours à l'Université de Rennes-II.
Sa carrière littéraire débute en 2005 avec La Verticale de la lune.
Fabienne Juhel est membre du jury du Prix Louis-Guilloux,.
Elle reçoit le Prix Étonnants Voyageurs Ouest-France 2009 pour À l'angle du renard.
Elle est présidente de l’association Livre de caractère qui organise depuis mars 2016 un salon du livre et qui délivre le prix du livre de caractère,.
En 2019, Fabienne Juhel participe à la première édition du festival Lire à Guingamp.

## Publications
- 2005 :
  - La verticale de la lune, premier roman, édité chez Zulma[12],[13]
  - Comme une image, nouvelle[14]
- 2007 : Les Bois dormants
- 2009 : À l'angle du renard, édité dans la collection « La Brune » des éditions du Rouergue
  - Prix Ouest-France Étonnants Voyageurs[15],[8]
  - Prix Émile Guillaumin[16]
- 2010 : Damned - cycle Les Enquêtes de Léo Tanguy, Éditions Coop Breizh
- 2011 : Les Hommes sirènes, éditions du Rouergue[17].
- 2013 : Les oubliés de la lande, éditions du Rouergue
  - Prix du roman(Priz Karaez) de la Ville de Carhaix en 2014[18].
- 2014 : Julius aux alouettes, éditions du Rouergue[19].
- 2015 : La chaise numéro 14, édité chez Actes Sud[20].
- 2017 :
  - Ceux qui vont mourir, éditions Sixto[21].
  - Gourin - Trois Rivières. Aller-retour, nouvelle de l’ouvrage collectif Nouvelles de Bretagne, éditions Magellan & Cie.
- 2018 : La femme murée, éditions du Rouergue[22],[23].
- 2020 : La Mâle-mort entre les dents, édité chez Bruno Doucey[24].
- 2021 : Festin des hyènes[25].

## Récompenses et distinctions
- Prix Étonnants Voyageurs Ouest-France[8] 2009 pour À l'angle du renard.
- Prix Emile Guillaumin 2009[16] pour À l'angle du renard.
- Sélection Prix Landerneau 2011[26], catégorie Roman, pour Les hommes sirènes
- Sélection Grand prix RTL-Lire 2011[27] pour Les hommes sirènes
- Prix du roman (Priz Karaez) de la Ville de Carhaix en 2014 pour Les oubliés de la lande
- Sélection Prix Maison de la Presse 2015[28] pour La chaise numéro 14
- Finaliste Prix Louis-Guilloux 2020[29] pour La mâle-mort entre les dents